# Tilo Baumgärtel
Tilo Baumgärtel (* 1972 in Leipzig) ist ein deutscher zeitgenössischer Maler. Er gilt als Vertreter der sogenannten Neuen Leipziger Schule.

## Leben
Nach dem Abitur absolvierte er eine Ausbildung zum Facharbeiter für Werkzeugmaschinen.
1991 bis 1994 besuchte er die Hochschule für Grafik und Buchkunst in Leipzig.
1994 bis 1998 war er in der Fachklasse Malerei bei Arno Rink, bei dem er 1998 bis 2000 Meisterschüler war.
Seit 1999 lebt er als freischaffender Maler in Leipzig. Er hat sich zusammen mit ungefähr 80 anderen Künstlern auf dem Gelände der Leipziger Baumwollspinnerei niedergelassen. Dort teilt er Atelier und Wohnung mit seiner Ehefrau, der Fotografin Nadin Maria Rüfenacht und fünf Kindern.
Baumgärtel war im Jahr 2002 zusammen mit zehn weiteren ehemaligen Studenten der HGB Mitgründer der Produzentengalerie LIGA in Berlin, die sich im Jahr 2004 wieder auflöste. Seine Werke sind unter anderem im Museum der Bildenden Künste in Leipzig, in der Saatchi Gallery und im Von der Heydt-Museum zu sehen. Seit April 2020 ist er Professor für Malerei an der Burg Giebichenstein Kunsthochschule Halle.

## Auszeichnungen
- 2002 Kunstpreis der Sachsen LB
- 2002 Stipendium des Landes Sachsen in Columbus/Ohio
- 2002 Stipendium der Sparkassen-Kulturstiftung Hessen-Thüringen in Willingshausen
- 2002 Landesstipendium Hessen
- 2001 Stipendium am Deutschen Studienzentrum in Venedig
- 1997 Stipendium der Studienstiftung des deutschen Volkes

## Einzelausstellungen (Auswahl)
- 2023 Tilo Baumgärtel - Dasselbe Wasser, Drents Museum, Assen (NL)
- 2011 Malerei und Zeichnungen, Art-Etage, Biel, Schweiz
- 2011 Tilo Baumgärtel, Kunsthal Amersfoort (NL)
- 2006 Made in Leipzig, Kunsthalle Emden
- 2004 Paintings and Drawings, Wilkinson Gallery, London
- 2002 Hydroplan, Museum der bildenden Kuenste Leipzig

## Ausstellungsbeteiligungen (Auswahl)
- 2013 Preview Berlin ART FAIR, Opernwerkstätten, Zinnowitzer Straße, Berlin, Stand 33
- 2013 LUBOK. Grafica contemporanea y libros de artistas de Leipzig, Galería de Arte Contemporáneo del Teatro Isauro Martínez, Torreón, Coahuila, México
- 2013 Cliche Verre, Spinnerei archiv massiv, Leipzig
- 2013 Sachsen/Werke aus der Sammlung der Deutschen Bank, Museum der bildenden Künste, Leipzig
- 2013 LUBOK in Mexiko, Museo de la Estampa del Instituto Mexiquense de Cultura, Toluca, Mexico
- 2013 Tierstücke - der SØR Rusche Sammlung Oelde/Berlin, Abtei Liesborn
- 2013 Jetzt+Hier. Gegenwartskunst. Aus dem Kunstfonds. Kunsthalle im Lipsiusbau, Dresden
- 2013 LUBOK. Grafica contemporanea y libros de artistas de Leipzig, Galería de Arte Contemporáneo del Teatro Isauro Martínez Torreón, Coahuila, México
- 2012: Malerei der ungewissen Gegenden - Painting of Uncertain Places, Frankfurter Kunstverein, Frankfurt am Main.
- 2012 Leipzig Art Panorama, Seongnam Art Center, Südkorea
- 2012 to get here, Wendt+Friedmann Galerie, Berlin
- 2012 LUBOK. Grafica contemporanea y libros de artistas de Leipzig, Museo Nacional de la Estampa, Mexiko-Stadt (MEX)
- 2011 Convoy Leipzig, Biksady Gallery, Budapest (H)
- 2011 Leipzig Painters, Gallery Baton, Seoul, South Korea
- 2010 Silent Revolution,  Kunstmuseum Kerava, (FIN)
- 2010 5. Tegnebiennale, Momentum kunsthall Moss, (N)
- 2010 Parallels: Young contemporary painting from Norway/Leipzig, Kistefos Museum, Oslo (N)
- 2009 Leipzig Calling, Academy of Art, New York (USA)
- 2009 60/40/20. Kunst in Leipzig seit 1949, Museum der Bildenden Künste Leipzig
- 2008 The Leipzig Phenomenon, Kunsthalle Budapest (H)
- 2008 Neue Leipziger Schule, Cobra Museum, Amstelveen (NL)
- 2007 Made in Leipzig, Sammlung Essl im Schloss Hartenfels, Torgau
- 2006 Update East – West, Pintura Allemania de Vanguardia en el MACUF (E)
- 2006 Galerie safn, Reykjavík, Island
- 2006 Artists from Leipzig, Arario Gallery, Peking, China
- 2006 Made in Leipzig, Sammlung Essl, Wien (A)
- 2005 Cold Hearts: Artists from Leipzig, Arario Gallery, Südkorea
- 2005 Clara Park – Marianne Boesky Gallery, New York
- 2003 Sieben mal Malerei, Museum der bildenden Künste, Leipzig
- 2003 Painting Show, Antony Wilkinson Gallery, London (UK)
- 2003 Galleri Nicolai Wallner, Kopenhagen (DK)
- 2003 Future – Five Artists from Germany, Sandroni Rey Gallery, Los Angeles

## Bibliografie
- 2012 The Future Lasts Forever, Katalog zur gleichnamigen Ausstellung, in.ter.alia, Seoul, Südkorea
- 2012 German Now, From Leipzig, Ausstellungskatalog, Seongnam Arts Center und UNC Galerie, Seoul, Südkorea
- 2011 Barry Schwabsky: „Vitamin P2. New Perspectives in Painting“. Auf Englisch. Phaidon
- 2009 Tilo Baumgärtel - Skizzen 2000–2008, LUBOK Verlag, Leipzig
- 2008 Kunstwerkstatt - Tilo Baumgärtel, 2008, deutsch, 80 Seiten, Hardcover, ISBN 978-3-7913-4082-1, Prestel Verlag
- 2006 Tilo Baumgärtel, “Senzo,” Katalog, Edition Kleindienst, Kerber Verlag
- "Made in Leipzig. Bilder aus einer Stadt",  Ausstellungskatalog Essl Museum (31.05.–03.09.2006), hrsg. v. Edition Sammlung Essl, Klosterneuburg 2006, ISBN 3-902001-29-1, (Dt. und Engl., 230 S. mit zahlreichen farbigen Abbildungen. Texten von Karlheinz Essl, Dr. Hans-Werner Schmidt, Julia Blume, Tina Schulz, sowie Kurztexten und Biografien zu allen in der Ausstellung vertretenen Künstlern)
- 2005 „The Triumph of Painting,“ Saatchi Gallery, London
- 2001 Tilo Baumgärtel. Arbeiten von 1997–2001. Katalog zur Ausstellung der galerieKleindienst (500 Exemplare), Format < A5, 32 Seiten, Leipzig 2001, ohne ISBN